# Renata Kálosh
Renata Érnestovna Kálosh (en ruso: Рената Эрнестовна Каллош; nacida en 1943) es una física teórica rusa. Es profesora del departamento de física de la Universidad de Stanford.
Kálosh es conocida por sus contribuciones a la teoría de la supergravedad, la generalización supersimétrica de la teoría de la gravedad de Einstein. Fue la primera en cuantizar la supergravedad, obteniendo el conjunto completo de reglas de Feynman incluyendo una nueva e inesperada partícula fantasma (llamada fantasma de Nielsen-Kálosh). Este artículo también dio una de las primeras aplicaciones de simetría BRST para expresar las invariancias gauge de la gravedad, e, incidentalmente, introduciendo el nombre «BRST». También fue la primera en entender la estructura de las divergencias en las teorías cuánticas de la supergravedad, mostrando, entre otros resultados, que la supergravedad con supersimetría en N=8 es finita al menos hasta 8 bucles. Es autora de muchos artículos sobre soluciones de agujero negro en teorías de supergravedad. Un trabajo particularmente influyente es el reconocimiento, en colaboración con Sergio Ferrara, de que las soluciones de agujero negro con mayores supersimetrías corresponden a soluciones de atractor de sistemas mecánicos análogos.
Kálosh también es conocida por sus contribuciones a la teoría de cuerdas, en particular por encontrar (junto con Sandip Trivedi, Andréi Linde y Shamit Kachru) los primeros modelos de expansión acelerada del universo en teoría de cuerdas supersimétricas de baja energía, llamados «modelos KKLT» por los apellidos de los autores.

## Carrera
Renata Kálosh obtuvo su título de grado de la Universidad Estatal de Moscú en 1966, y su doctorado del Instituto de Física Lébedev de Moscú en 1968. A partir de entonces fue profesora en el mismo instituto, antes de trasladarse al CERN durante un año en 1989. Kálosh se unió a Stanford en 1990, donde continúa desarrollando su carrera.

## Vida personal
Kálosh está casada con Andréi Linde. Tienen dos hijos.